# الإعجاز العددي (كتاب)
كتاب الإعجاز العددي من تأليف عبد الرزاق نوفل يتضّمن صورًا من نماذج الإعجاز العلمي.